# Groupe de sécurité de la présidence de la République
Ne doit pas être confondu avec le Groupement de sécurité du président de la République (GSPR), en Côte d'Ivoire.
Le Groupe de sécurité de la présidence de la République (GSPR) assure la protection personnelle et immédiate du président de la République française et met en œuvre les mesures nécessaires à sa sécurité, notamment à l'organisation matérielle et à la sécurité de ses déplacements.

## Histoire

### Origines

Logo du GSPR avant 2007.

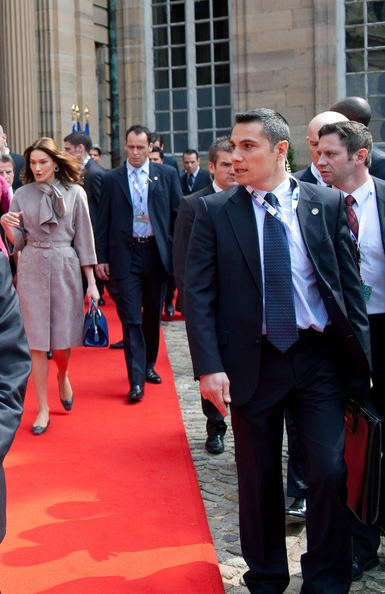
Des agents du GSPR protégeant Carla Bruni-Sarkozy, la conjointe du président de la République française en 2009, dite Première dame de France.

Historiquement, avant la date de création d'un service de sécurité spécialement destiné à la protection du président de la République, le GSP (Groupe spécial de Protection) est créé en 1943 et affecté à la sécurité de Pierre Laval. Avant et après cette date, la protection du président est confiée au Service de protection des hautes personnalités.
Lorsque Charles de Gaulle est au pouvoir, des gardes du corps issus du Service d'action civique cohabitent avec les services officiels.
En 1971, le service des voyages officiels et de la sécurité des hautes personnalités prend l’appellation « Service central des voyages officiels ». Il est chargé de la sécurité du président de la République, de la protection des hautes personnalités françaises et étrangères et de l’organisation des voyages officiels

### La création du GSPR
Le Groupe de sécurité de la présidence de la République (GSPR) est créé en 1983 et mis en place par le chef d'escadron de gendarmerie Christian Prouteau, des failles dans le service de sécurité du Président de la République François Mitterrand ayant été mises en évidence. Une autre mission — non officielle — du GSPR est la protection de la fille cachée du président (Mazarine Pingeot). La sécurité du président passe ainsi aux mains des gendarmes.

### Sous la présidence de Jacques Chirac
L'unité, composée majoritairement de gendarmes de l'ancien GSIGN à sa création, devient totalement mixte à partir de 1995, le groupe comptant alors 26 membres de la gendarmerie nationale et 26 membres de la Police nationale. La première femme intègre le GSPR en 1998.
Après la tentative d'attentat de Maxime Brunerie le 14 juillet 2002 sur la personne du président Jacques Chirac, les effectifs augmentent et passent à 60 fonctionnaires et militaires (30 gendarmes et 30 policiers, dont 4 femmes). La direction du GSPR est alors également conduite sous l'égide de la parité, par une alternance tous les deux ans entre un lieutenant-colonel de la gendarmerie nationale et un commissaire de la police nationale.

### Sous la présidence de Nicolas Sarkozy
À compter du 16 mai 2007, date de l'investiture du président Nicolas Sarkozy, il est mis fin, de fait, à la mixité police-gendarmerie au sein de l'unité. Les 30 gendarmes qui composaient le détachement gendarmerie du GSPR quittent l'Élysée et sont remplacés par 90 policiers, sélectionnés au sein du Service de protection des hautes personnalités (SPHP) ou du RAID.
En septembre 2007, une partie des membres de l'ancien détachement gendarmerie du GSPR intègre le nouveau GIGN en cours de création. Fin 2008, le GSP est intégré au service de protection des hautes personnalités,.

### Sous la présidence de François Hollande
À la suite de l'élection de François Hollande, les effectifs sont abaissés à 66, les gendarmes font leur retour au sein de l'unité et la commissaire de police Sophie Hatt, prend le commandement du groupe.

### Sous la présidence d'Emmanuel Macron
À la suite de l'élection d'Emmanuel Macron, les effectifs du GSPR atteignent les 70 agents,. Un an plus tard, la commission des Lois du Sénat rapporte qu’Alexandre Benalla, membre du cabinet du président, « s’était attribué un rôle actif dans l’organisation et la gestion de la sécurité de la présidence de la République sans que sa hiérarchie y ait fait obstacle ».
Le poste de directeur de la sécurité de la présidence de la République est créé en mai 2019, il supervise le GSPR et le Commandement militaire du palais de l'Élysée pour pallier les difficultés d’organisation soulevées par la Cour des comptes. Contrairement à ce qui a pu être envisagé, il n'y a pas eu de fusion, ni d’autonomie de ces services par rapport au ministère de l’Intérieur,.

## Missions et organisation

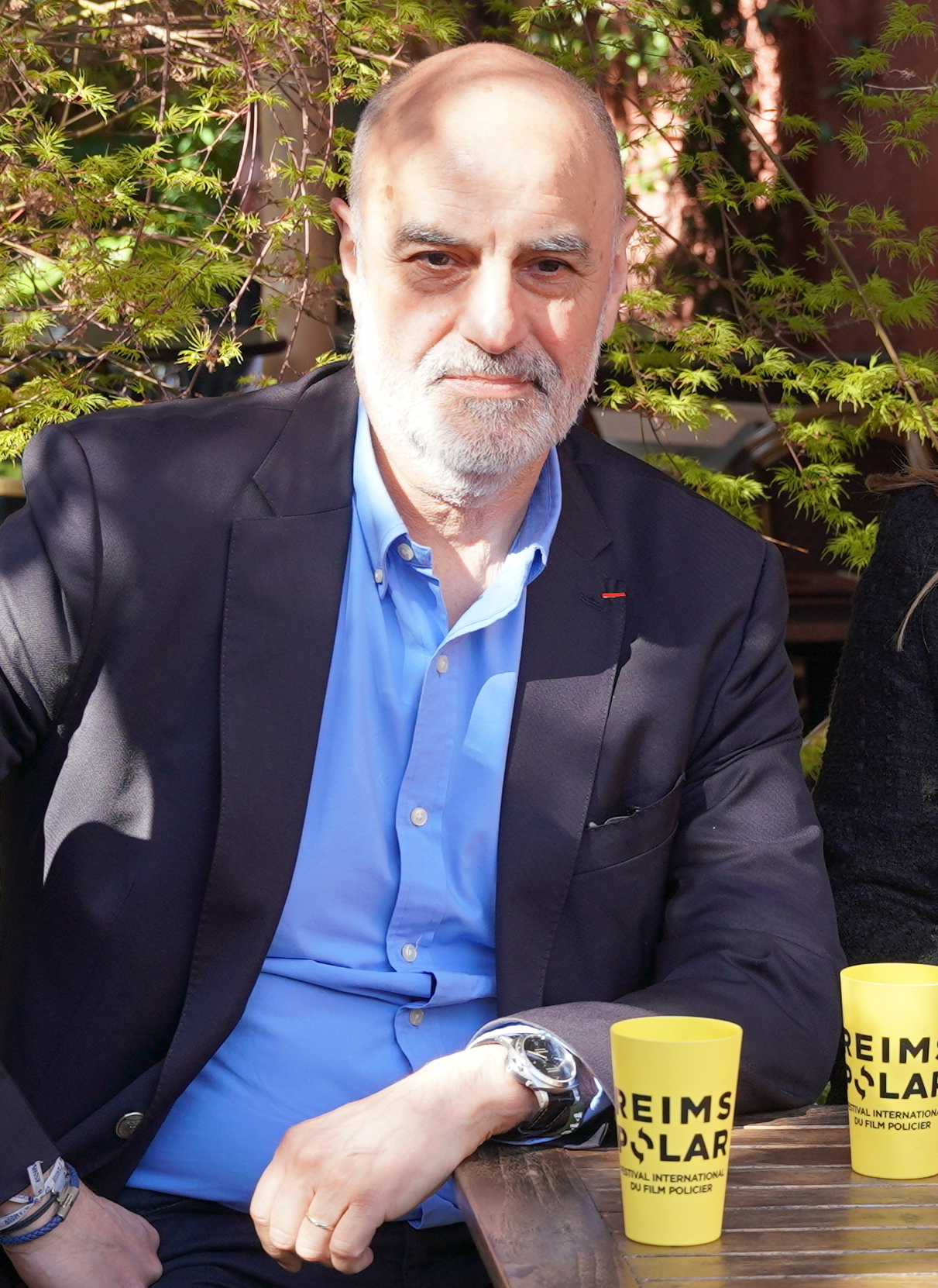
Le commissaire Salinas.

Le GSPR est une entité du Service de la protection de la direction générale de la Police nationale. Les fonctionnaires actifs de la Police nationale composant le Groupe de sécurité de la présidence de la République sont désignés par le chef de service de la protection ; les gendarmes sont issus du Groupe d'intervention de la Gendarmerie nationale et le chef de service de la protection n’a aucun droit de regard sur eux.
Le GSPR a deux missions distinctes mais complémentaires,[source insuffisante] :
- assurer la protection personnelle et immédiate du président de la République française, de sa famille (dont l'épouse ou la compagne), de certaines personnalités (anciens présidents, candidats à la présidence, certains conseillers présidentiels) ainsi que de leurs résidences officielles. Cette dernière mission est partagée avec différentes entités. Ainsi, par exemple, la sécurité du palais de l'Élysée est du ressort du commandement militaire du palais de l'Élysée — qui dispose d'effectifs placés à sa disposition par la Garde républicaine — pour sa sécurité intérieure[18] et de la Direction de l'ordre public et de la circulation de la préfecture de Police de Paris pour sa sécurité extérieure ;
- mettre en œuvre l'ensemble des mesures nécessaires à l'organisation matérielle et à la sécurité des déplacements des personnes citées ci-dessus (mission conjointe avec l'Escadron de transport 60 lorsque le transport a lieu en avion ou en hélicoptère). Lors des voyages à bord de Cotam Unité, le personnel de sécurité entourant le président se compose à la fois d'agents du GSPR et de fusilliers-commandos de l'armée de l'air.

## Commandants
| Période                          | Chef | Chef adjoint                                                                         |
| -------------------------------- | --- | ------------------------------------------------------------------------------------ |
| 1983-1989                        | lieutenant-colonel Alain Le Caro | capitaine Michel Fortemps (garde du corps de François Mitterrand)                    |
| 1989-1995                        | chef d'escadron Michel Fortemps,(GIGN, GSPR) | capitaine Christian Laigneau                                                         |
| 1995-1998                        | commissaire divisionnaire Jean-Marie Gutknecht | chef d'escadron Denis Roux                                                           |
| 1998-2002                        | lieutenant-colonel Denis Roux | commissaire Hugues Bricq                                                             |
| 2002-2004                        | commissaire principal Hugues Bricq | chef d'escadron Francis Brice                                                        |
| 2004-2007                        | lieutenant-colonel Francis Brice | commissaire Sylvain Lledo                                                            |
| 2007-2012                        | commandant de police fonctionnel, puis sous-préfet, puis préfet , Michel Besnard                                                                                              | Commandant Frédéric Doué                                                             |
| 2012-2017                        | commissaire divisionnaire puis contrôleuse générale des services actifs Sophie Hatt                                                                                           | lieutenant-colonel Arnaud Chevreul colonel Lionel Lavergne (2014-2017)               |
| 2017-2019                        | colonel, puis général de brigade Lionel Lavergne | commissaire divisionnaire Julien Perroudon                                           |
| 18 mai 2019 - 1er septembre 2019 | colonel Benoît Ferrand |                                                                                      |
| 1er septembre 2019               | Commissaire Divisionnaire, Emploi de Contrôleur Général puis Inspecteur Général des services actifs de la Police Nationale Georges Salinas. Chef du GSPR et Directeur (DSPR). | Colonel de Gendarmerie Guillaume Chantereau (Adjoint au DSPR, Commandant Militaire). |

## Équipement
Les principales armes en dotation dans le service sont des armes de poing. L'excellent revolver Manurhin MR 73, arme de poing principale du GIGN, est choisi pour équiper les gendarmes du GSPR. Il est proposé en versions canon de 3 pouces, cinq pouces un quart et 8 pouces (cette dernière version était équipée d'une lunette de marque Bushnell).
D'autres revolvers étaient également en service, comme le Smith & Wesson modèle 60. 
Le Walther PP fabriqué sous licence par Manurhin n'était pas en dotation au GSPR, mais à la CSPR (compagnie de la Garde républicaine chargée de protéger l'Élysée). Dans les années 1990, ces revolvers commencent à être remplacés par des pistolets comme le SIG Sauer P226/228/229, le Glock 17, et le Glock 26 (pour sa taille réduite). Depuis les années 2000, les revolvers ont été totalement remplacés par des pistolets.
Le pistolet-mitrailleur suisse B&T MP9 est aussi utilisé par le GSPR pour sa compacité.
Des armes de plus gros calibre (Benelli M3 ou M4, Mossberg 500, Remington 870, Molot Vepr), sont également emportées, ainsi que du matériel de protection (valise blindée, mallette en kevlar).

### Protection des chefs d'État français dans l'histoire
- Garde du corps du roi
- Mousquetaire#Les mousquetaires en France
- Garde personnelle du chef de l'État

### Protection des chefs d'État en dehors de la France
- Politiets Efterretningstjeneste (Danemark)
- United States Secret Service (États-Unis)
- Garde suisse pontificale (Vatican)
- Metropolitan Police Service, protection de la famille royale comme du Premier ministre au Royaume-Uni
- Office fédéral de police criminelle, protection des membres du Gouvernement allemand